# Teoria da seleção r/K
A teoria da seleção r/K, modelo evolutivo r/K ou estratégia de reprodução r/K refere-se a um modelo de seleção de características biológicas que promovem o sucesso em determinados ambientes. Esta teoria teve origem nos estudos de biogeografia insular dos ecólogos Robert MacArthur e Edward Osborne Wilson.
Na teoria da seleção r/K, põe-se a hipótese de as pressões seletivas orientarem a evolução para duas direções estereotipadas: à seleção r ou à seleção K.

## Contexto histórico e definição

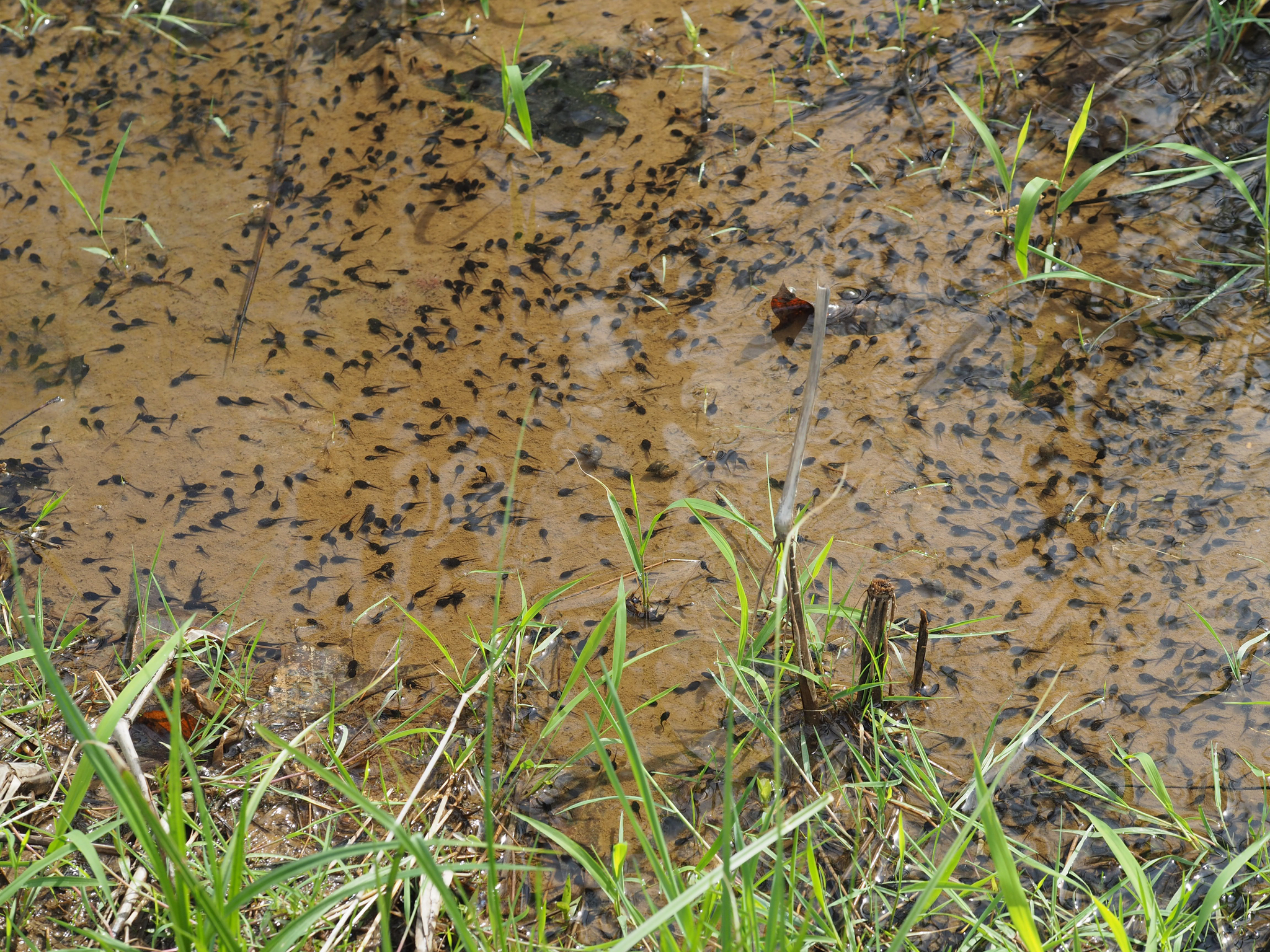
Anfíbios, como sapos e rãs, são um ótimo exemplo de estrategistas r. Esses animais geram um grande número de descendentes, com alta taxa de mortalidade, curta expectativa de vida, maturidade precoce e baixo cuidado parental.

O desenvolvimento da Teoria da Seleção r/K ocorreu no contexto de expansão dos modelos matemáticos em ecologia de populações durante o pós-guerra, especialmente a partir da década de 1960. Esse ambiente acadêmico, favorecido pelo avanço tecnológico e computacional, possibilitou a formulação de teorias ecológicas mais quantitativas.

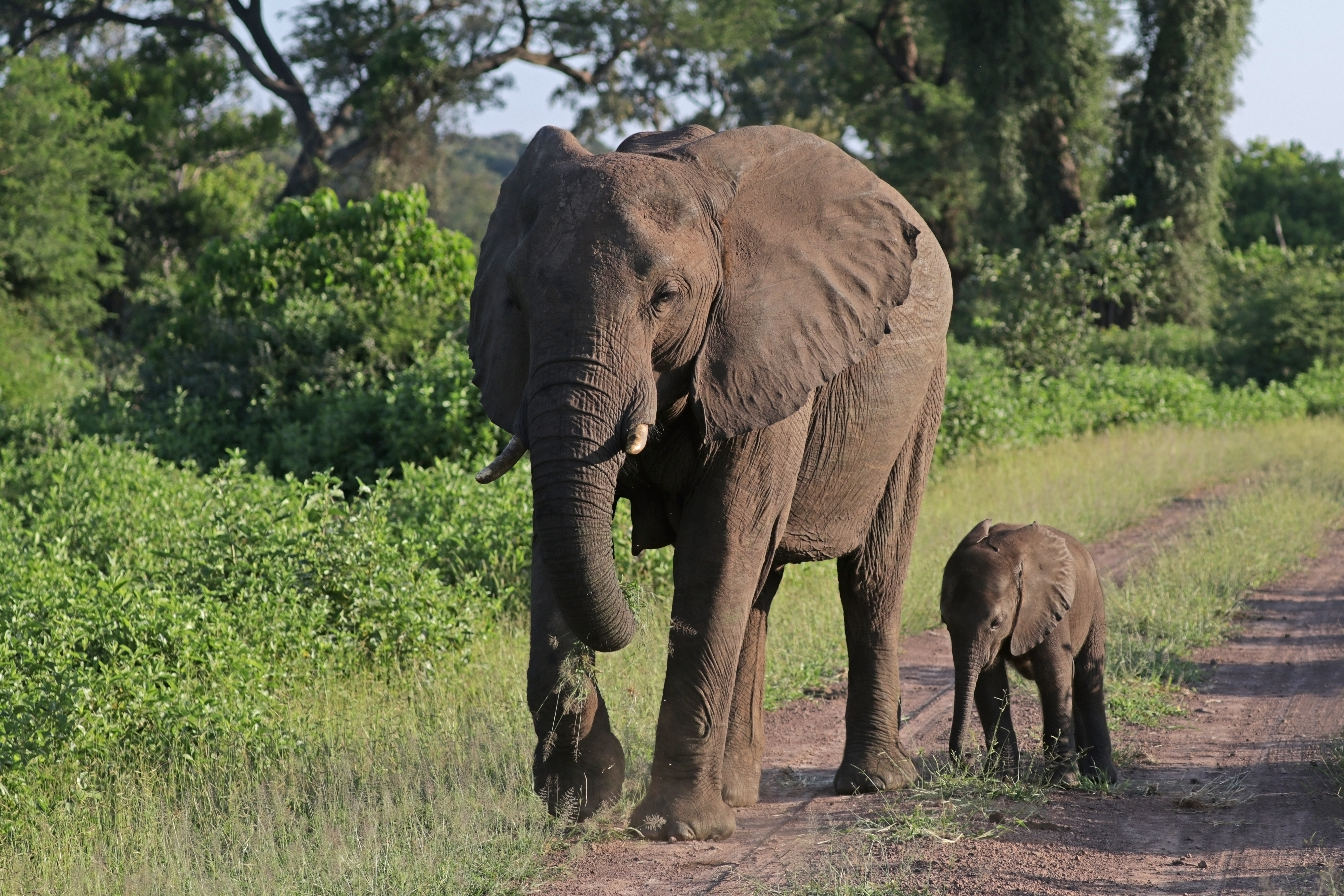
Elefantes são um ótimo exemplo de estrategistas K, assim como muitos mamíferos de grande porte. Esses animais produzem um baixo número de descendentes, com alto cuidado parental, longa expectativa de vida e maturidade tardia.

Nesse cenário, Robert MacArthur e Edward O. Wilson desenvolveram uma teoria que buscava explicar a dinâmica de populações e as estratégias de história de vida das espécies, particularmente no contexto da ocupação de ilhas e ambientes insulares. Os autores propuseram que, em ambientes novos ou instáveis — como ilhas recém-colonizadas, onde os recursos são inicialmente abundantes e a competição é reduzida — a seleção natural tenderia a favorecer espécies com alta taxa de crescimento populacional, rápida maturação e grande número de descendentes: os chamados estrategistas-r. Por outro lado, em ambientes mais previsíveis e estáveis, onde as populações se aproximam da capacidade de suporte (K) do ambiente, a seleção tenderia a favorecer espécies mais competitivas, com menor número de descendentes, maior investimento parental e estratégias de reprodução mais lentas: os estrategistas-K.
Durante as décadas de 1970 e 1980, autores como Pianka e Parry expandiram e refinaram esses conceitos, relacionando-os a aspectos de história de vida, como tamanho da prole, idade de maturação e investimento parental. Assim, definiu-se que espécies associadas à seleção-r tendem a apresentar rápida maturação, alta fecundidade e baixo cuidado parental, enquanto espécies sob seleção-K investem mais em cada descendente, apresentam ciclos de vida mais longos e menor taxa de fecundidade.
Atualmente, reconhece-se que a dicotomia r/K funciona como um modelo conceitual útil para alguns contextos, mas simplificado frente à complexidade ecológica real. Muitos estudos contemporâneos demonstram que as espécies podem apresentar características mistas ou contextualmente variáveis, e a compreensão das estratégias de história de vida passou a se basear em abordagens multivariadas e contínuas, considerando os trade-offs entre crescimento, reprodução e sobrevivência em diferentes ambientes.

## Contexto e aplicação matemática

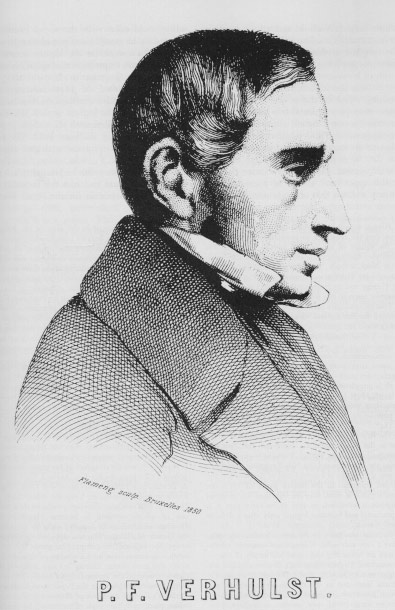
Pierre François Verhulst foi um matemático e demógrafo belga (1804–1849) conhecido por desenvolver o modelo logístico de crescimento populacional, que é a base conceitual para o parâmetro K (capacidade de suporte) usado mais tarde na teoria da seleção r/K.

A teoria de seleção r e K, proposta no século XX, fundamenta-se em modelos matemáticos de dinâmica populacional, que utilizam equações diferenciais. Em 1798, Thomas Malthus propôs que a população humana tende a crescer em progressão geométrica, em um modelo que não considera os fatores limitantes do ambiente . Posteriormente, o matemático belga Pierre-François Verhulst propôs em 1838 uma equação para modelar o crescimento populacional de forma mais realista do que o modelo de crescimento exponencial de Malthus (1798), incorporando a noção de capacidade de suporte ambiental, limitada por recursos como alimento, espaço e predadores. A equação logística proposta por Pierre-François Verhulst em 1838, tornou-se um marco para a compreensão de dinâmicas populacionais e serviu de base conceitual e matemática para o desenvolvimento, mais tarde, da teoria de seleção r/K.
A equação abaixo descreve um crescimento populacional que é inicialmente exponencial, mas que desacelera à medida que a população se aproxima de K, estabilizando-se eventualmente. As variáveis da equação são r, a taxa intrínseca de crescimento; N, o número de indivíduos; e K, historicamente referido como o limite superior de crescimento ou capacidade suporte, fator que não era considerado nas equações de Malthus.
{\displaystyle {\frac {dN}{dt}}=rN\left(1-{\frac {N}{K}}\right)\qquad \!}

Entender as variáveis da equação é fundamental para entender a dinâmica das populações. Quando o número de indivíduos (N) é pequeno em relação à capacidade de suporte (K), a razão{\displaystyle \;\;(N/K)\longrightarrow 0}, fazendo com que o valor da expressão {\displaystyle \;1-(N/K)\longrightarrow 1} . Portanto, em populações muito pequenas, o número de indivíduos em um determinado instante de tempo t depende apenas da taxa de crescimento (r) e do número de indivíduos (N), caracterizando um crescimento exponencial. Esse tipo de padrão é observado em estrategistas r, que vivem em ambientes instáveis ou buscam a colonização.

Um representação gráfica do crescimento populacional logarítmico. O gráfico ilustra a equação de Pierre-François Verhulst em 1838, e inclui a variável referente à capacidade suporte do meio (K), a população (N) e o tempo (t).

Porém, quando valor de N é próximo de K, ou seja, quando o número de indivíduos se aproxima da capacidade suporte do meio, a razão{\displaystyle \;(N/K)\longrightarrow 1\;} , o que resulta no valor de {\displaystyle {\operatorname {d} \!N \over \operatorname {d} \!t}\longrightarrow 0} , representando justamente a tendência a estabilização do crescimento através da pressão ambiental, podendo atuar através da competição, limitação de espaço, doenças, predação ou outras formas de pressão.
Assim, a taxa de crescimento populacional {\displaystyle {\operatorname {d} \!N \over \operatorname {d} \!t}} é máxima quando o número de indivíduos (N) é pequeno e vai diminuindo à medida que N se aproxima da capacidade suporte (K) até se estabilizar, refletindo o equilíbrio ecológico. Portanto, a equação logística não apenas descreve o comportamento dinâmico das populações, mas também oferece a fundamentação matemática para a distinção entre estratégias adaptativas em ambientes com diferentes graus de estabilidade e disponibilidade de recursos, conceito central para a teoria de seleção r/K .

## Aplicação ecológica

### Teoria r/K no crescimento populacional
Crescimento populacional é a variação no número de indivíduos de uma população ao longo do tempo, que pode ser influenciado por fatores como natalidade, mortalidade, imigração e emigração . Estudar como e por que as populações aumentam ou diminuem é fundamental na ecologia, pois permite entender melhor as relações ecológicas, prever mudanças em comunidades naturais e planejar a gestão de recursos e conservação de espécies . 
Em face deste equilíbrio entre os investimentos de energia dedicados a processos de crescimento, sobrevivência e reprodução, que pode ser decisivo para o provimento e manutenção de geração seguintes. Nesse contexto, os autores MacArthur e Wilson demonstraram que as populações não podem crescer exponencialmente devido às limitações existentes no meio, como por exemplo a falta de recursos como água e comida . Essas limitações permitem definir a capacidade de suporte (K) do meio, que corresponde ao número máximo de indivíduos de uma população que um ambiente pode sustentar de forma estável, considerando os recursos (alimento, água, energia) e as condições (fatores abióticos como luminosidade e temperatura) .

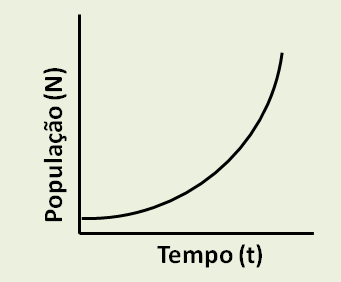
Representação gráfica de um crescimento populacional de forma exponencial, onde a população aumenta a infinito sem limitações.

O crescimento populacional pode ser descrito por dois modelos principais: Crescimento logístico e crescimento exponencial . No crescimento logístico, a população aumenta rapidamente no início, desacelerando progressivamente conforme se aproxima da capacidade de suporte, enquanto no crescimento exponencial o número de indivíduos cresce sem considerar essa limitação ambiental, podendo atingir níveis muito altos antes de sofrer um declínio brusco provocado por fatores limitantes . Essas diferenças no tipo de crescimento permitem classificar as populações com base na sua estratégia de sobrevivência, sendo os estrategistas r, como já visto, as espécies que se reproduzem rapidamente, gerando grande número de descendentes com pouca ou nenhuma proteção parental e que tendem a colonizar ambientes instáveis ou imprevisíveis, onde a competição é baixa e as condições podem mudar rapidamente, podendo apresentar perfil de crescimento próximo ao exponencial . Entretanto, os estrategistas K possuem menor taxa de reprodução, gerando poucos descendentes, mas com alto investimento parental, sendo espécies que vivem em ambientes mais estáveis, próximos da capacidade de suporte, onde a competição por recursos é intensa e o perfil de crescimento tende a ser do tipo logístico .  

### Teoria r/K e estratégias de sucessão ecológica
Seja na ocupação de um novo habitat ainda não colonizado - ilhas inabitadas - ou no restabelecimento da fauna e flora de uma área afetada por alguma perturbação, como incêndios, o processo de sucessão ecológica estará atuando . A sucessão ecológica é justamente o processo de mudança gradual na composição e estrutura de comunidades ecológicas ao longo do tempo, após uma perturbação ou formação de um novo habitat . 
Dentro desse contexto, a teoria r/K auxilia na compreensão das estratégias de colonização e permanência das espécies ao longo das diferentes fases da sucessão . Espécies com altas taxas de reprodução e crescimento tendem a sobreviver mais facilmente nos estágios iniciais de colonização de ambientes, quando a densidade populacional é baixa, o que muda quando a densidade populacional aumenta nos estágios mais avançados da colonização, onde a pressão seletiva tende a favorecer espécies com menor potencial de crescimento e maiores especializações para sobrevivência competitiva na maior densidade . Portanto, nos estágios iniciais, o ambiente é instável, com poucos recursos e alta disponibilidade de espaço, favorecendo espécies estrategistas r, caracterizadas por elevada taxa de reprodução, desenvolvimento rápido e ampla capacidade de dispersão, mas baixo investimento em cuidados parentais e menor competitividade . Essas espécies são pioneiras, dominam rapidamente os ambientes recém-abertos, mas tendem a ser substituídas conforme a densidade populacional aumenta e a competição se intensifica. À medida que a sucessão progride e a comunidade ecológica se torna mais estruturada e estável, as condições ambientais mudam, aumentando a competição por recursos e a densidade populacional. Nesse cenário, passam a predominar espécies estrategistas K, que apresentam menor taxa de reprodução, maior longevidade e alto investimento parental, sendo mais eficientes em ambientes saturados e competitivos . 
MacArthur & Wilson apontam que as seleções r e K são forças seletivas opostas que constituem extremos de um gradiente, ou seja, nenhum organismo seria completamente r-selecionado ou K-selecionado, mas se situaria estrategicamente sempre em um ambiente em particular, em um dado momento no tempo, e em relação a outro organismo comparativamente. Ainda assim, comparativamente, algumas características podem ser associadas a cada uma destas estratégias.
Esse padrão, identificado tanto em sucessões vegetais quanto animais, reforça o papel da teoria r/K como ferramenta para explicar não apenas o crescimento populacional, mas também a dinâmica de sucessão de comunidades ecológicas. Assim, entender as estratégias ecológicas permite prever quais espécies tendem a colonizar áreas perturbadas e quais serão as características das espécies que ocuparão o ambiente nas fases finais da sucessão, contribuindo para práticas de conservação e restauração ecológica.

## Seleção r/K em contextos globais atuais

### Mudanças climáticas
As estratégias r e K, como já mencionado, são moldadas pelas condições ambientais de um determinado ecossistema, sendo que espécies r-estrategistas tendem a predominar em ambientes instáveis, enquanto espécies k-estrategistas são mais comuns em ambientes estáveis. Assim, mudanças drásticas nos ecossistemas podem gerar desequilíbrios nas densidades populacionais, e a estratégia de vida torna-se um fator essencial para determinar a resistência das espécies em sobreviver e gerar descendentes frente às condições impostas pelo meio. Atualmente, as mudanças climáticas globais e seus impactos, diretos e indiretos, sobre a biodiversidade têm sido foco de inúmeros estudos. Diversas linhas de pesquisa indicam que esse fenômeno pode ser um dos principais fatores de extinção de espécies ao longo do próximo século . O impacto das mudanças climáticas são visíveis em muitas espécies no planeta, e algumas são potencialmente mais vulneráveis do que outras. Espécies com menor taxa reprodutiva, característica de k-estrategistas, podem ser consideradas mais suscetíveis às mudanças climáticas . Por outro lado, espécies com maior taxa de reprodução, típicas de r-estrategistas, tendem a ser menos impactadas, pois possuem maior capacidade de expandir sua área de ocorrência para regiões menos afetadas pelas alterações climáticas .

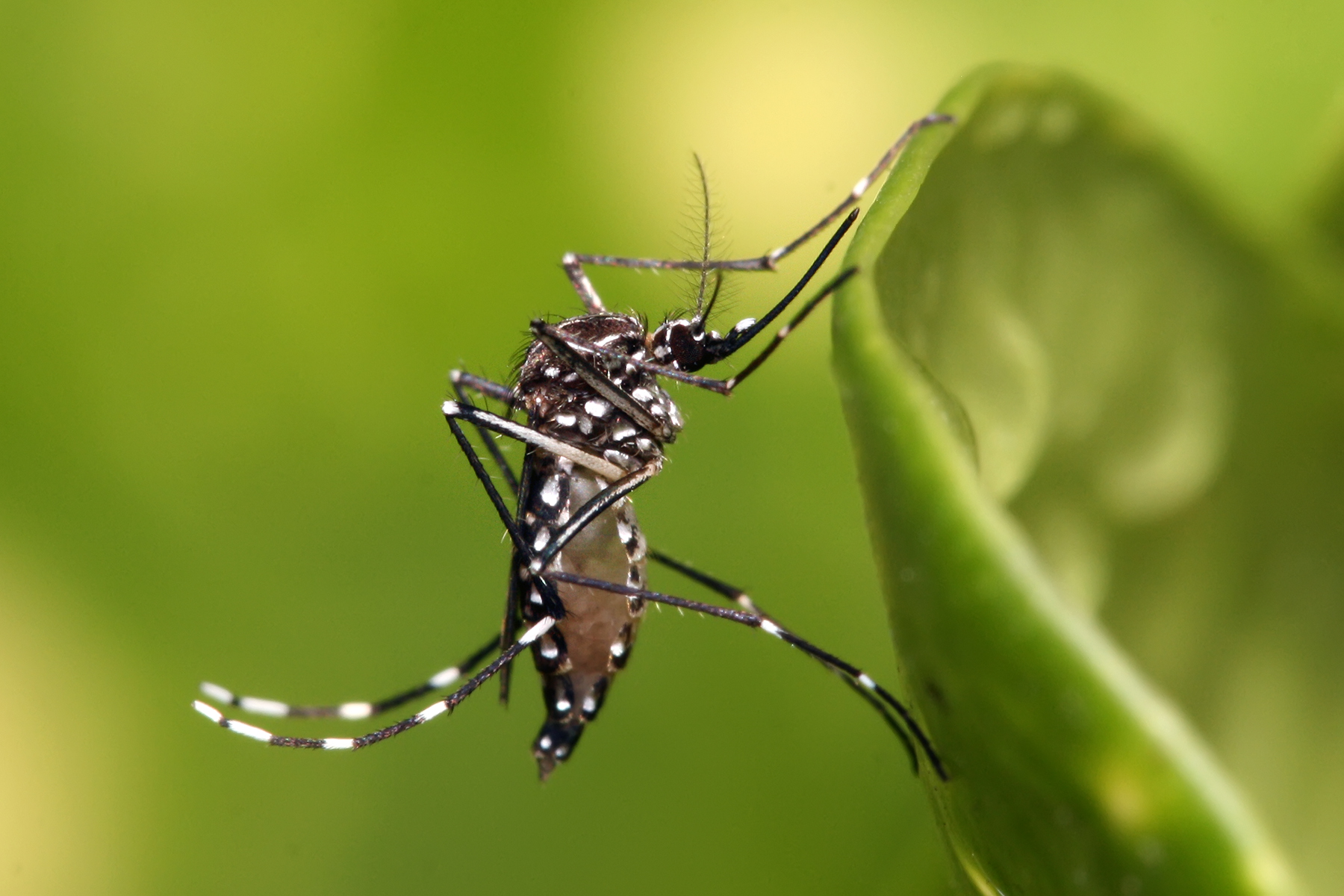
O Aedes aegypti é um exemplo de espécie invasora r-estrategista, caracterizada por alta fecundidade, rápido ciclo de vida e grande capacidade de colonizar ambientes urbanos. No entanto, seu sucesso como invasor não se deve apenas a essas características; fatores como a ausência de predadores naturais, adaptação a ambientes artificiais e seu papel como vetor de doenças também contribuíram significativamente para sua ampla dispersão global.

### Invasões biológicas
A invasão biológica constitui uma das maiores ameaças à biodiversidade. O sucesso da invasão por um ser vivo depende de dois fatores: as características da espécie não-nativa para invadir de forma eficiente um local e as propriedades de um ecossistema que o tornam suscetível à invasão. O conhecimento da estratégia de vida de uma espécie é essencial para estimar suas chances de sobrevivência e estabelecimento em áreas fora de sua distribuição natural. Espécies de plantas r-estrategistas são mais prováveis de terem sucesso na invasão, visto que, normalmente as invasões ocorrem em ambientes com distúrbios naturais e/ou antrópicos. Além disso, as características de reprodução de plantas com esse tipo de estratégia, como alta quantidade de produção de sementes, menor tamanho da semente e período juvenil mínimo baixo auxiliam no sucesso da invasão. No entanto, também há espécies invasoras com estratégia K, que obtêm êxito por meio de alta capacidade competitiva em ambientes estáveis, muitas vezes superando espécies nativas. Assim, o estudo das estratégias reprodutivas e de história de vida de espécies potencialmente invasoras é crucial para ações de prevenção e manejo, reduzindo riscos à biodiversidade nativa e à integridade dos ecossistemas.

### Estratégia r/K em recursos econômicos vegetais
A castanha-do-pará (Bertholletia excelsa), também conhecida como castanha-do-brasil, é uma espécie arbórea da família Lecythidaceae, nativa da Amazônia, com ocorrência no Brasil, Bolívia e Peru. Suas sementes são altamente apreciadas, sendo tradicionalmente exploradas por povos locais há séculos . A partir do século XX, essa exploração tornou-se mais intensa, com foco na comercialização e exportação. A coleta e venda das sementes de B. excelsa configuram-se como uma importante fonte de renda para comunidades extrativistas que vivem em regiões com alta densidade da espécie .

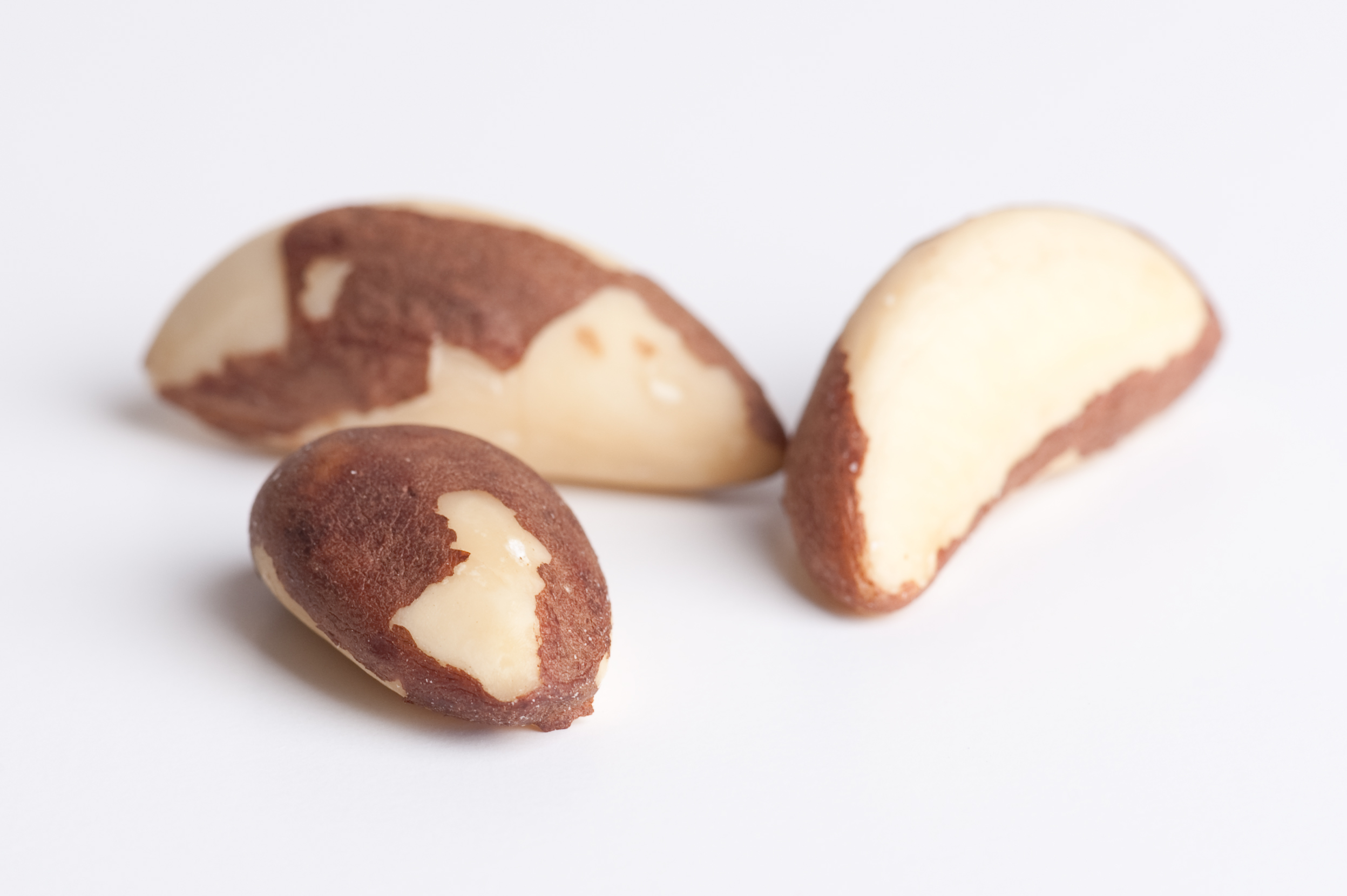
Sementes de Bertholletia excelsa ou castanha-do-Pará, planta nativa da região amazônica,

No contexto da exploração comercial de espécies vegetais e animais, torna-se essencial o conhecimento da estratégia de vida das espécies para embasar planos de manejo que previnam a super exploração e os consequentes impactos sobre as populações e os ecossistemas. A castanha-do-pará apresenta características típicas de espécies K-estrategistas, como maturação reprodutiva tardia, longa longevidade e baixa taxa reprodutiva, o que aumenta sua susceptibilidade à exploração humana . Estudos demográficos indicam que a coleta intensiva de sementes reduz a presença de indivíduos jovens, comprometendo a regeneração natural e tornando indispensáveis o manejo sustentável e a implementação de políticas regulatórias .